# Campionato Primavera 1 2022-2023 (calcio femminile)
L'edizione 2022-2023 è stata la ventiquattresima nella storia del Campionato Primavera Femminile, la quinta ad essere organizzata direttamente dalla FIGC e la prima con la denominazione "Campionato Primavera 1". In seguito al cambio di formula, dovuto all'istituzione del Campionato Primavera 2, vi hanno preso parte 12 delle squadre che hanno acquisito il titolo sportivo a partecipare ai campionati di Serie A 2022-2023 e Serie B 2022-2023. La Roma, squadra campione in carica, si è confermata battendo in finale per il quarto anno consecutivo la Juventus.

## Formula
Da quest'anno il Campionato Primavera si articola in due fasi:
- Girone eliminatorio (gare di andata e ritorno)
- Fase finale  (semifinali e finale in gara unica).

12 delle squadre iscritte ed appartenenti ai campionati di Serie A e Serie B vengono inserite in un girone unico e si incontrano tra loro in gare di andata e ritorno. Al termine della prima fase del campionato, si qualificano alla fase finale le prime quattro squadre classificate, mentre retrocedono in Primavera 2 le ultime due classificate. Le quattro squadre qualificate alla fase finale si incontreranno tra loro, in gara unica su campo neutro, secondo degli accoppiamenti ad incrocio:
- 1ª vs 4ª;
- 2ª vs 3ª.

Al termine delle semifinali, si disputerà la finale per il primo e secondo posto, che analogamente si disputerà in gara unica su campo neutro.

## Girone all'italiana

### Squadre partecipanti
| Club       | Città                            |
| ---------- | -------------------------------- |
| Fiorentina | Firenze                          |
| Inter      | Milano                           |
| Juventus   | Torino                           |
| Lazio      | Roma                             |
| Milan      | Milano                           |
| Napoli     | Napoli                           |
| Parma      | Parma                            |
| Roma       | Roma                             |
| San Marino | Città di San Marino (San Marino) |
| Sassuolo   | Sassuolo (MO)                    |
| Tavagnacco | Tavagnacco (UD)                  |
| Verona     | Verona                           |

### Classifica finale
|  | Pos. | Squadra    | Pt | G  | V  | N | P  | GF | GS | DR  |
|  | ---- | ---------- | -- | -- | -- | - | -- | -- | -- | --- |
|  | 1.   | Juventus   | 55 | 22 | 18 | 1 | 3  | 81 | 19 | +62 |
|  | 2.   | Milan      | 54 | 22 | 17 | 3 | 2  | 75 | 21 | +54 |
|  | 3.   | Roma       | 50 | 22 | 15 | 5 | 2  | 81 | 24 | +57 |
|  | 4.   | Inter      | 36 | 22 | 13 | 0 | 9  | 67 | 36 | +31 |
|  | 5.   | Sassuolo   | 32 | 22 | 9  | 6 | 7  | 39 | 31 | +7  |
|  | 6.   | Fiorentina | 23 | 22 | 6  | 5 | 11 | 28 | 39 | -11 |
|  | 7.   | Verona     | 23 | 22 | 6  | 5 | 11 | 36 | 55 | -19 |
|  | 8.   | Lazio      | 22 | 22 | 6  | 4 | 12 | 22 | 41 | -19 |
|  | 9.   | San Marino | 22 | 22 | 6  | 4 | 12 | 25 | 70 | -45 |
|  | 10.  | Parma      | 21 | 22 | 6  | 3 | 13 | 27 | 57 | -30 |
|  | 11.  | Napoli     | 16 | 22 | 4  | 4 | 14 | 21 | 57 | -36 |
|  | 12.  | Tavagnacco | 16 | 22 | 4  | 4 | 14 | 25 | 77 | -52 |

Legenda:

      Ammessa alla fase finale.
      Retrocesse in Primavera 2 2023-2024.
Note:

Tre punti a vittoria, uno a pareggio, zero a sconfitta.

### Risultati
|            | Fio  | Int  | Juv  | Laz  | Mil  | Nap  | Par  | Rom  | San  | Sas  | Tav  | Ver  |
| ---------- | ---- | ---- | ---- | ---- | ---- | ---- | ---- | ---- | ---- | ---- | ---- | ---- |
| Fiorentina | –––– | 0-3  | 0-3  | 2-0  | 1-2  | 2-2  | 3-1  | 0-1  | 5-3  | 2-3  | 3-2  | 2-2  |
| Inter      | 2-0  | –––– | 1-2  | 1-2  | 1-7  | 2-1  | 1-4  | 2-3  | 8-0  | 3-4  | 9-0  | 1-2  |
| Juventus   | 5-0  | 4-0  | –––– | 3-0  | 0-1  | 3-0  | 8-0  | 4-1  | 6-0  | 3-2  | 9-1  | 5-1  |
| Lazio      | 0-0  | 0-5  | 0-5  | –––– | 0-4  | 0-1  | 1-2  | 1-1  | 5-1  | 0-2  | 3-1  | 2-1  |
| Milan      | 1-1  | 1-2  | 4-1  | 3-0  | –––– | 5-2  | 1-0  | 1-2  | 4-1  | 2-2  | 5-0  | 6-1  |
| Napoli     | 1-0  | 1-8  | 1-3  | 0-2  | 1-5  | –––– | 0-2  | 1-9  | 0-2  | 1-0  | 3-0  | 0-3  |
| Parma      | 0-2  | 0-4  | 2-6  | 1-1  | 0-4  | 1-1  | –––– | 1-3  | 1-1  | 1-4  | 3-4  | 2-1  |
| Roma       | 3-0  | 2-0  | 1-1  | 3-1  | 3-3  | 4-1  | 6-0  | –––– | 13-0 | 0-0  | 6-1  | 9-1  |
| San Marino | 1-0  | 0-1  | 1-3  | 2-1  | 0-5  | 3-2  | 1-3  | 2-1  | –––– | 1-0  | 2-3  | 1-1  |
| Sassuolo   | 1-1  | 2-6  | 1-0  | 1-2  | 1-2  | 1-1  | 1-0  | 0-2  | 1-1  | –––– | 6-0  | 3-2  |
| Tavagnacco | 2-1  | 0-5  | 1-4  | 1-0  | 2-4  | 1-1  | 0-1  | 1-5  | 2-2  | 1-1  | –––– | 0-2  |
| Verona     | 1-3  | 1-2  | 1-3  | 1-1  | 0-5  | 1-0  | 4-2  | 3-3  | 5-0  | 0-3  | 2-2  | –––– |

## Fase finale

### Semifinali[1]
| 12 maggio 2023 |       |       |
| Juventus       | 3 - 1 | Inter |
| Milan          | 0 - 3 | Roma  |

### Finale[1]
| Cologno al Serio 14 maggio 2023, ore 17:30 CEST Finale      | Juventus  | 0 – 2 referto             | Roma | Centro sportivo Giacinto Facchetti (ca. 400 spett.) |
| \| \| \| \| \| \| Marcatori \| 47’ Pellegrino 80’ Kajzba \| |           |                           |      |                                                     |
|                                                             |           |                           |      |                                                     |
|                                                             | Marcatori | 47’ Pellegrino 80’ Kajzba |      |                                                     |